# Paus Johannes XIX
Johannes XIX, geboren als Romanus (Rome, geboortedatum onbekend - aldaar, 9 november 1032) was paus van 1024 tot 1032. Hij volgde zijn broer paus Benedictus VIII op. Alhoewel zijn neef Theophylactus (III) nog erg jong was (waarschijnlijk 12 tot 18 jaar), volgde hij Johannes XIX op als paus Benedictus IX.
Cursief: tegenpaus
- Biblioteca Nacional de España: XX1304919
- Gemeinsame Normdatei: 118712578
- International Standard Name Identifier: 0000 0000 4332 1614
- Library of Congress Control Number: nb2007019532
- Nationale Bibliotheek van Israël: 987007397565805171
- Nederlandse Thesaurus van Auteursnamen: 074411292
- Union List of Artist Names: 500355754
- Virtual International Authority File: 233371607